# Барсуки (городской округ Луховицы)
Барсуки́ — деревня в городском округе Луховицы Московской области России, до 2017 года входила в состав сельского поселения Газопроводское Луховицкого района.
Расположена на правом берегу реки Алешни (ниже по течению Ройка), впадающей в реку Мечу, напротив деревни Кареево.
На расстоянии менее 2 км от деревни проходит федеральная автомагистраль М5 «Урал». Организовано пассажирское автотранспортное сообщение с городом Луховицы.
| 2002 | 2006 | 2010 |
| ---- | ---- | ---- |
| 62   | ↘50  | ↘43  |